# Route nationale 53bis
La route nationale 53bis (RN 53bis o N 53bis) è stata una strada nazionale francese che partiva da Thionville e terminava poco dopo Apach.

## Storia
Classificata nel 1813 come route départementale 2 e poi, nel 1823, come n° 1, nel 1839 divenne strada statale. Negli anni settanta assunse il numero N153, mentre nel 2006 fu declassata a D654, tranne per il tratto presso Thionville, ora D953A, fatta eccezione per il ponte sulla Mosella, classificato come N1153.

## Percorso
Dall’intersezione con la RN53 correva verso nord-est lungo la Mosella e, toccate Kœnigsmacker e Sierck-les-Bains, finiva al confine tedesco tra Apach e Perl.